# دمیتری میرونوف
دمیتری میرونوف (Дмитрий Олегович Миронов؛ زادهٔ ۲۵ دسامبر ۱۹۶۵) بازیکن هاکی روی یخ اهل روسیه بود.
وی همچنین برندهٔ جوایزی همچون جام استنلی شده‌است.
از باشگاه‌هایی که در آن بازی کرده‌است می‌توان به آناهایم داکس اشاره کرد.